# Liste des planètes mineures non numérotées découvertes en février 2019
Pour un article plus général, voir Liste des planètes mineures non numérotées découvertes en 2019.
Pour un article plus général, voir Liste des planètes mineures.
Cet article dresse la liste des planètes mineures (astéroïdes, centaures, objets transneptuniens et assimilés) non numérotées découvertes en février 2019 dans l'ordre de leur découverte.
Au 15 janvier 2025, 661 077 des 1 434 993 planètes mineures répertoriées par le Centre des planètes mineures ne sont pas encore numérotées, soit 46,07 %.

## Rappel concernant la désignation provisoire
La désignation provisoire indique l'ordre de découverte de ces objets. En effet, cette désignation est composée de l'année de découverte (par exemple 2019) suivie de la quinzaine (demi-mois) de découverte (p.e. A = 1-15 janvier) puis de l'ordre de découverte dans cette quinzaine. Cet ordre est indiqué par une lettre et éventuellement un chiffre comme suit : A pour la première découverte, B pour la deuxième, ..., Z pour la 25e (le I n'est pas utilisé pour éviter la confusion avec 1), A1 pour la 26e, B1 pour la 27e, etc. , Z1 pour la 50e, A2 pour la 51e, B2 pour la 52e, etc. L'ordre de la numérotation ne suit donc pas l'ordre alphanumérique. 2019 AA1 suit ainsi 2019 AZ et précède 2019 AB1.

## Liste

### Du1erau 15 février 2019
- 2019 CA
- 2019 CB
- 2019 CE
- 2019 CF
- 2019 CG
- 2019 CH
- 2019 CJ
- 2019 CL
- 2019 CN
- 2019 CO
- 2019 CP
- 2019 CQ
- 2019 CS
- 2019 CT
- 2019 CU
- 2019 CV
- 2019 CW
- 2019 CX
- 2019 CY
- 2019 CZ
- 2019 CA1
- 2019 CC1
- 2019 CD1
- 2019 CE1
- 2019 CF1
- 2019 CH1
- 2019 CJ1
- 2019 CK1
- 2019 CL1
- 2019 CN1
- 2019 CO1
- 2019 CP1
- 2019 CQ1
- 2019 CR1
- 2019 CS1
- 2019 CT1
- 2019 CU1
- 2019 CV1
- 2019 CW1
- 2019 CX1
- 2019 CY1
- 2019 CZ1
- 2019 CA2
- 2019 CB2
- 2019 CC2
- 2019 CD2
- 2019 CH2
- 2019 CJ2
- 2019 CK2
- 2019 CL2
- 2019 CM2
- 2019 CN2
- 2019 CO2
- 2019 CR2
- 2019 CS2
- 2019 CT2
- 2019 CU2
- 2019 CV2
- 2019 CW2
- 2019 CX2
- 2019 CY2
- 2019 CZ2
- 2019 CA3
- 2019 CB3
- 2019 CC3
- 2019 CD3
- 2019 CE3
- 2019 CF3
- 2019 CG3
- 2019 CH3
- 2019 CK3
- 2019 CM3
- 2019 CN3
- 2019 CO3
- 2019 CP3
- 2019 CS3
- 2019 CW3
- 2019 CX3
- 2019 CZ3
- 2019 CA4
- 2019 CB4
- 2019 CC4
- 2019 CD4
- 2019 CE4
- 2019 CF4
- 2019 CG4
- 2019 CH4
- 2019 CJ4
- 2019 CK4
- 2019 CL4
- 2019 CM4
- 2019 CN4
- 2019 CO4
- 2019 CP4
- 2019 CQ4
- 2019 CR4
- 2019 CS4
- 2019 CT4
- 2019 CU4
- 2019 CX4
- 2019 CZ4
- 2019 CA5
- 2019 CB5
- 2019 CC5
- 2019 CD5
- 2019 CE5
- 2019 CF5
- 2019 CG5
- 2019 CH5
- 2019 CJ5
- 2019 CK5
- 2019 CL5
- 2019 CM5
- 2019 CN5
- 2019 CO5
- 2019 CP5
- 2019 CQ5
- 2019 CS5
- 2019 CT5
- 2019 CV5
- 2019 CW5
- 2019 CX5
- 2019 CY5
- 2019 CZ5
- 2019 CA6
- 2019 CG6
- 2019 CL6
- 2019 CN6
- 2019 CV6
- 2019 CX6
- 2019 CH7
- 2019 CR7
- 2019 CV7
- 2019 CX7
- 2019 CC8
- 2019 CD8
- 2019 CE8
- 2019 CG8
- 2019 CH8
- 2019 CK8
- 2019 CO8
- 2019 CR8
- 2019 CS8
- 2019 CU8
- 2019 CY8
- 2019 CZ8
- 2019 CC9
- 2019 CE9
- 2019 CG9
- 2019 CH9
- 2019 CM9
- 2019 CN9
- 2019 CO9
- 2019 CV9
- 2019 CX9
- 2019 CC10
- 2019 CG10
- 2019 CH10
- 2019 CL10
- 2019 CO10
- 2019 CZ10
- 2019 CC11
- 2019 CD11
- 2019 CE11
- 2019 CF11
- 2019 CH11
- 2019 CJ11
- 2019 CK11
- 2019 CL11
- 2019 CO11
- 2019 CP11
- 2019 CQ11
- 2019 CR11
- 2019 CS11
- 2019 CV11
- 2019 CW11
- 2019 CB12
- 2019 CC12
- 2019 CD12
- 2019 CF12
- 2019 CG12
- 2019 CJ12
- 2019 CL12
- 2019 CO12
- 2019 CS12
- 2019 CT12
- 2019 CW12
- 2019 CX12
- 2019 CZ12
- 2019 CG13
- 2019 CO13
- 2019 CR13
- 2019 CW13
- 2019 CX13
- 2019 CY13
- 2019 CZ13
- 2019 CB14
- 2019 CD14
- 2019 CM14
- 2019 CO14
- 2019 CP14
- 2019 CQ14
- 2019 CS14
- 2019 CU14
- 2019 CV14
- 2019 CX14
- 2019 CY14
- 2019 CZ14
- 2019 CA15
- 2019 CB15
- 2019 CC15
- 2019 CD15
- 2019 CE15
- 2019 CF15
- 2019 CG15
- 2019 CJ15
- 2019 CL15
- 2019 CM15
- 2019 CN15
- 2019 CP15
- 2019 CQ15
- 2019 CS15
- 2019 CT15
- 2019 CU15
- 2019 CV15
- 2019 CW15
- 2019 CY15
- 2019 CZ15
- 2019 CA16
- 2019 CB16
- 2019 CD16
- 2019 CF16
- 2019 CH16
- 2019 CO16
- 2019 CP16
- 2019 CQ16
- 2019 CR16
- 2019 CS16
- 2019 CU16
- 2019 CV16
- 2019 CX16
- 2019 CY16
- 2019 CB17
- 2019 CC17
- 2019 CD17
- 2019 CE17
- 2019 CF17
- 2019 CG17
- 2019 CJ17
- 2019 CK17
- 2019 CL17
- 2019 CM17
- 2019 CN17
- 2019 CO17
- 2019 CP17
- 2019 CR17
- 2019 CS17
- 2019 CV17
- 2019 CW17
- 2019 CX17
- 2019 CY17
- 2019 CZ17
- 2019 CB18
- 2019 CC18
- 2019 CD18
- 2019 CE18
- 2019 CH18
- 2019 CJ18
- 2019 CK18
- 2019 CL18
- 2019 CN18
- 2019 CP18
- 2019 CT18
- 2019 CU18
- 2019 CV18
- 2019 CW18
- 2019 CY18
- 2019 CF19
- 2019 CG19
- 2019 CN19
- 2019 CO19
- 2019 CP19
- 2019 CQ19
- 2019 CR19
- 2019 CT19
- 2019 CW19
- 2019 CX19
- 2019 CY19
- 2019 CZ19
- 2019 CA20
- 2019 CB20
- 2019 CC20
- 2019 CD20
- 2019 CF20
- 2019 CG20
- 2019 CH20
- 2019 CK20
- 2019 CN20
- 2019 CO20
- 2019 CP20
- 2019 CQ20
- 2019 CR20
- 2019 CT20
- 2019 CU20
- 2019 CV20
- 2019 CX20
- 2019 CY20
- 2019 CZ20
- 2019 CA21
- 2019 CB21
- 2019 CC21
- 2019 CD21
- 2019 CE21
- 2019 CF21
- 2019 CG21
- 2019 CH21
- 2019 CL21
- 2019 CM21
- 2019 CN21
- 2019 CQ21
- 2019 CR21
- 2019 CT21
- 2019 CV21
- 2019 CY21
- 2019 CZ21
- 2019 CA22
- 2019 CC22
- 2019 CE22
- 2019 CF22
- 2019 CG22
- 2019 CH22
- 2019 CJ22
- 2019 CK22
- 2019 CN22
- 2019 CO22
- 2019 CP22
- 2019 CQ22
- 2019 CT22
- 2019 CU22
- 2019 CV22
- 2019 CW22
- 2019 CY22
- 2019 CZ22
- 2019 CA23
- 2019 CB23
- 2019 CC23
- 2019 CD23
- 2019 CE23
- 2019 CF23
- 2019 CG23
- 2019 CH23
- 2019 CJ23
- 2019 CK23
- 2019 CL23
- 2019 CM23
- 2019 CN23
- 2019 CO23
- 2019 CP23
- 2019 CQ23
- 2019 CS23
- 2019 CT23
- 2019 CU23
- 2019 CV23
- 2019 CX23
- 2019 CY23
- 2019 CZ23
- 2019 CB24
- 2019 CC24
- 2019 CE24
- 2019 CH24
- 2019 CJ24
- 2019 CK24
- 2019 CL24
- 2019 CM24
- 2019 CN24
- 2019 CO24
- 2019 CP24
- 2019 CQ24
- 2019 CS24
- 2019 CT24
- 2019 CU24
- 2019 CV24
- 2019 CW24
- 2019 CX24
- 2019 CY24
- 2019 CZ24
- 2019 CA25
- 2019 CB25
- 2019 CC25
- 2019 CD25
- 2019 CE25
- 2019 CF25
- 2019 CG25
- 2019 CH25
- 2019 CJ25
- 2019 CK25
- 2019 CL25
- 2019 CM25
- 2019 CN25
- 2019 CO25
- 2019 CP25
- 2019 CQ25
- 2019 CR25
- 2019 CS25
- 2019 CT25
- 2019 CU25
- 2019 CV25
- 2019 CW25
- 2019 CX25
- 2019 CY25
- 2019 CZ25
- 2019 CA26
- 2019 CB26
- 2019 CC26
- 2019 CD26
- 2019 CE26
- 2019 CF26
- 2019 CG26
- 2019 CH26
- 2019 CJ26
- 2019 CK26
- 2019 CM26
- 2019 CN26
- 2019 CO26
- 2019 CP26
- 2019 CS26
- 2019 CT26
- 2019 CU26
- 2019 CV26
- 2019 CW26
- 2019 CX26
- 2019 CY26
- 2019 CZ26
- 2019 CA27
- 2019 CB27
- 2019 CC27
- 2019 CD27
- 2019 CF27
- 2019 CG27
- 2019 CH27
- 2019 CJ27
- 2019 CL27
- 2019 CO27
- 2019 CP27
- 2019 CQ27
- 2019 CR27
- 2019 CS27
- 2019 CT27
- 2019 CU27
- 2019 CV27
- 2019 CW27
- 2019 CX27
- 2019 CY27
- 2019 CZ27
- 2019 CA28
- 2019 CB28
- 2019 CC28
- 2019 CD28
- 2019 CE28
- 2019 CF28
- 2019 CG28
- 2019 CH28
- 2019 CJ28
- 2019 CK28
- 2019 CL28
- 2019 CM28
- 2019 CN28
- 2019 CO28
- 2019 CP28
- 2019 CQ28
- 2019 CR28
- 2019 CS28
- 2019 CT28
- 2019 CU28
- 2019 CV28
- 2019 CW28
- 2019 CX28
- 2019 CY28
- 2019 CZ28
- 2019 CA29
- 2019 CB29
- 2019 CC29
- 2019 CD29
- 2019 CE29
- 2019 CF29
- 2019 CG29
- 2019 CH29
- 2019 CJ29
- 2019 CK29
- 2019 CL29
- 2019 CM29
- 2019 CN29
- 2019 CO29
- 2019 CP29
- 2019 CQ29
- 2019 CR29
- 2019 CS29
- 2019 CT29
- 2019 CW29
- 2019 CX29
- 2019 CY29
- 2019 CA30
- 2019 CB30
- 2019 CC30
- 2019 CD30
- 2019 CE30
- 2019 CF30
- 2019 CG30
- 2019 CH30
- 2019 CJ30
- 2019 CL30
- 2019 CM30
- 2019 CN30
- 2019 CO30
- 2019 CP30
- 2019 CQ30
- 2019 CR30
- 2019 CS30
- 2019 CV30
- 2019 CW30
- 2019 CX30
- 2019 CY30
- 2019 CZ30
- 2019 CA31
- 2019 CB31
- 2019 CC31
- 2019 CD31
- 2019 CE31
- 2019 CF31
- 2019 CG31
- 2019 CH31
- 2019 CJ31
- 2019 CK31
- 2019 CL31
- 2019 CM31
- 2019 CN31
- 2019 CO31
- 2019 CP31
- 2019 CQ31
- 2019 CR31
- 2019 CS31
- 2019 CT31
- 2019 CU31
- 2019 CV31
- 2019 CW31
- 2019 CX31
- 2019 CY31
- 2019 CZ31
- 2019 CA32
- 2019 CB32
- 2019 CC32
- 2019 CE32
- 2019 CF32
- 2019 CG32
- 2019 CH32
- 2019 CJ32
- 2019 CK32
- 2019 CL32
- 2019 CM32
- 2019 CN32
- 2019 CO32
- 2019 CP32
- 2019 CR32
- 2019 CS32
- 2019 CT32
- 2019 CU32
- 2019 CV32
- 2019 CW32
- 2019 CX32
- 2019 CY32
- 2019 CZ32
- 2019 CA33
- 2019 CB33
- 2019 CC33
- 2019 CE33
- 2019 CF33
- 2019 CG33
- 2019 CH33
- 2019 CJ33
- 2019 CK33
- 2019 CL33
- 2019 CM33
- 2019 CN33
- 2019 CO33
- 2019 CP33
- 2019 CQ33
- 2019 CR33
- 2019 CS33
- 2019 CT33
- 2019 CU33
- 2019 CV33
- 2019 CW33
- 2019 CX33
- 2019 CY33

### Du 16 au 28 février 2019
- 2019 DA
- 2019 DB
- 2019 DC
- 2019 DD
- 2019 DE
- 2019 DF
- 2019 DH
- 2019 DJ
- 2019 DK
- 2019 DL
- 2019 DM
- 2019 DN
- 2019 DO
- 2019 DP
- 2019 DQ
- 2019 DR
- 2019 DS
- 2019 DT
- 2019 DU
- 2019 DV
- 2019 DW
- 2019 DX
- 2019 DY
- 2019 DZ
- 2019 DA1
- 2019 DB1
- 2019 DC1
- 2019 DD1
- 2019 DE1
- 2019 DF1
- 2019 DG1
- 2019 DH1
- 2019 DJ1
- 2019 DK1
- 2019 DL1
- 2019 DM1
- 2019 DN1
- 2019 DO1
- 2019 DP1
- 2019 DQ1
- 2019 DR1
- 2019 DS1
- 2019 DT1
- 2019 DU1
- 2019 DW1
- 2019 DX1
- 2019 DY1
- 2019 DZ1
- 2019 DA2
- 2019 DB2
- 2019 DC2
- 2019 DD2
- 2019 DE2
- 2019 DF2
- 2019 DG2
- 2019 DK2
- 2019 DM2
- 2019 DQ2
- 2019 DR2
- 2019 DS2
- 2019 DV2
- 2019 DW2
- 2019 DY2
- 2019 DZ2
- 2019 DA3
- 2019 DB3
- 2019 DC3
- 2019 DD3
- 2019 DE3
- 2019 DG3
- 2019 DH3
- 2019 DJ3
- 2019 DM3
- 2019 DO3
- 2019 DP3
- 2019 DR3
- 2019 DS3
- 2019 DT3
- 2019 DU3
- 2019 DV3
- 2019 DW3
- 2019 DY3
- 2019 DZ3
- 2019 DA4
- 2019 DB4
- 2019 DC4
- 2019 DD4
- 2019 DE4
- 2019 DF4
- 2019 DH4
- 2019 DJ4
- 2019 DL4
- 2019 DM4
- 2019 DO4
- 2019 DQ4
- 2019 DR4
- 2019 DT4
- 2019 DU4
- 2019 DW4
- 2019 DX4
- 2019 DZ4
- 2019 DC5
- 2019 DD5
- 2019 DE5
- 2019 DF5
- 2019 DH5
- 2019 DJ5
- 2019 DK5
- 2019 DM5
- 2019 DN5
- 2019 DO5
- 2019 DP5
- 2019 DQ5
- 2019 DR5
- 2019 DS5
- 2019 DT5
- 2019 DU5
- 2019 DV5
- 2019 DW5
- 2019 DX5
- 2019 DY5
- 2019 DZ5
- 2019 DA6
- 2019 DB6
- 2019 DC6
- 2019 DD6
- 2019 DE6
- 2019 DF6
- 2019 DG6
- 2019 DH6
- 2019 DJ6
- 2019 DK6
- 2019 DL6
- 2019 DM6
- 2019 DN6
- 2019 DO6
- 2019 DP6
- 2019 DQ6
- 2019 DR6
- 2019 DS6
- 2019 DT6
- 2019 DV6
- 2019 DW6
- 2019 DX6
- 2019 DY6
- 2019 DZ6
- 2019 DA7
- 2019 DB7
- 2019 DC7
- 2019 DD7